# جوزيه دونهام
جوزيه دونهام (بالإنجليزية: Josiah Dunham) هو سياسي أمريكي، ولد في 7 أبريل 1769 في كولومبيا في الولايات المتحدة، وتوفي في 10 مايو 1844 في ليكسينغتون في الولايات المتحدة.